# 滝野川自動車
株式会社滝野川自動車（たきのがわじどうしゃ）は、東京都目黒区に本社を置き、自動車教習所・宿泊施設などを手掛ける企業である。

## 沿革
- 1950年3月22日 タクシー会社として株式会社滝野川自動車設立
- 1956年4月 群馬県太田市及び埼玉県戸田市に自動車教習所設立
- 1962年 群馬・埼玉両県公安委員会の指定を受け、公認自動車教習所となる
- 1963年4月 静岡県下田市で温泉を掘り当てる
- 1967年10月 タクシー事業から撤退
- 1972年4月 下田市にホテル観音温泉および下田ビジネスホテル（現下田ステーションホテル）を開設
- 1988年7月 代表取締役社長に鈴木和江が就任
- 1992年
  - 1月 東京都目黒区東山に本社ビルを建設し移転
  - 2月 ターミー株式会社を設立し、不動産事業を開始
  - 3月 観音総合リース株式会社を設立し、リース事業及び損害保険代理業を開始
- 1994年11月 資本金を1億4,360万円に増資
- 1995年
  - 1月 戸田橋自動車学校新校舎竣工。埼玉とだ自動車学校と改称
  - 3月 木崎自動車教習所校舎改装とともに群馬にった自動車教習所と改称
- 2001年10月 観音総合リース株式会社を観音温泉株式会社に社名変更

## 登録
- 旅行業登録 東京都知事登録 第2-4733号

## 事業所
- ホテル観音温泉
- 下田ステーションホテル
- 埼玉とだ自動車学校
- 群馬にった自動車教習所

## 関連会社
- ターミー株式会社
- 観音温泉株式会社

## 埼玉とだ自動車学校
埼玉とだ自動車学校（さいたまとだじどうしゃがっこう）は、埼玉県戸田市にある埼玉県公安委員会指定の自動車教習所である。

### 取扱免許
- 普通自動車（AT・MT）
- 中型自動車
- 大型自動車
- 牽引自動車
- 大型特殊自動車

### 使用車種
- 普通車
  - AT - トヨタ・プリウス
  - MT - マツダ・アクセラ
- 中型車 - いすゞ・フォワード、三菱ふそう・ファイター
- 大型車 - 三菱ふそう・スーパーグレート
- 牽引車 - いすゞ・フォワード
- 大型特殊車 - 日立・LX70

### 営業時間
- 平日 9:00 - 21:00（入校受付 9:00 - 19:00）
- 土曜・日曜・祝日 9:00 - 18:00（入校受付 9:00 - 16:00）

ただし、年末年始は休業および営業時間の変更がある。

### アクセス
所在地
埼玉県戸田市新曽20番地

### 鉄道
- JR埼京線 戸田駅東口から徒歩3分

### 送迎バス
以下の3つのコースを無料で運行。要予約。
- 西川口・蕨コース
- 高島平コース
- 板橋コース

## 群馬にった自動車教習所
群馬にった自動車教習所（ぐんまにったじどうしゃきょうしゅうじょ）は、1956年開校の群馬県太田市にある群馬県公安委員会指定の自動車教習所である。

### 概要
- 41,374平方メートルという広大な敷地で教習を受けられる
- 通学・合宿のどちらにも対応している

### 取扱免許
- 普通自動車（MT・AT）
- 中型自動車 (MT・AT)
- けん引
- 普通自動二輪車（MT・AT）
- 大型自動二輪車（MT・AT）

### 使用車両
教習車
- 普通自動車 - マツダ・アクセラ（MT）、トヨタ・プリウス（AT）
- 普通自動二輪車 -
- 普通自動二輪車 -
- 大型自動二輪車 -

送迎バス
- トヨタ ハイエース

### 営業時間
9:00～20:00
（土曜・日曜・祝日9:00～19:00）
年中無休（年末年始ほかを除く）
卒業検定
月・水・日 に実施

### 送迎バス
無料の送迎バスが出されており、ルートとして自動車教習所から主に太田市・伊勢崎市・みどり市の各地までが主となっている。

## 広報活動
以下、「伊豆・奥下田 観音温泉」の名義で広報活動を行っている。

### スポーツ
- アスルクラロ沼津の公式トレーニングウェアパートナー。

### 提供番組
- TBSラジオ
  - 純烈の観音ルンルン・モー烈ラジオ!（SBSラジオにもネット）
  - 安住紳一郎の日曜天国内「にち10ダバダ」
- ニッポン放送
  - 上柳昌彦 あさぼらけ内「観音温泉るんるんタイム（木曜日）」

他に、在静岡テレビ・ラジオ各局でスポットCMの放送あり。